# Ambrugeat
Ambrugeat é uma comuna francesa na região administrativa da Nova Aquitânia, no departamento de Corrèze. Estende-se por uma área de 29,57 km². Em 2010 a comuna tinha 213 habitantes (densidade: 7,2 hab./km²).